# Animal Liberation Front
Animal Liberation Front, ALF, är den internationella motsvarigheten till Djurens befrielsefront. Organisationen grundades 1976 i England. ALF använder sig av direkt aktion i sin verksamhet. Detta innebär bland annat att ta med sig djur från laboratorier eller pälsfarmar, och att sabotera byggnader som används eller har någon koppling till någon djurindustri. Enligt ALF-förklaringar är alla aktioner som främjar djurens befrielse, där alla rimliga försiktighetsåtgärder tagits för att inte utsätta liv för fara, en ALF-aktion.
ALF står inte för någon politisk ideologi, både höger som vänster som aktivit stöder djurrättsaktivism accepteras så länge aktionerna följer ALF:s huvudmål: att befria djur.
ALF är, liksom DBF inte en grupp med ett medlemsregister som vanliga organisationer har, utan en grupp som använder sig av ledarlöst motstånd där alla som gör aktioner i samstämmighet med gruppens riktlinjer, får kalla sig ALF. Gruppen ser sig som en modern variant av Underground Railroad, med aktivister som tar med sig djur från laboratorier och farmer, ordnar med veterinärvård och skaffar nya hem åt dem där de kan leva resten av sina liv. Hemliga celler, aktiva i över 40 länder, opererar i det fördolda och självständigt från varandra, med aktivister som arbetar med en need-to-know-grund. En cell kan bestå av bara en person. Robin Webb, som driver Animal Liberation Press Office i Storbritannien, har sagt att "det är därför ALF inte kan krossas, det kan inte bli infiltrerat på ett effektivt sätt, det kan inte stoppas, Du, varenda en av er: ni är ALF."
Aktivisterna som talar som presskontakter för ALF säger att rörelsen är icke-våldslig. I en intervju i filmen Behind the Mask, en dokumentär från 2006 om ALF, säger Rod Coronado: "En sak jag vet som skiljer oss från människorna vi konstant anklagas för att vara — som är, terrorister, våldsamma kriminella — är det faktum att vi inte har skadat någon" Det har dock kommit kritik om att ALF-presspersoner inte fördömt våldsamma aktioner. Grupper såsom Southern Poverty Law Center (SPLC), som övervakar amerikanskbaserad extremism, har noterat ALF-aktivister som varit engagerad i Stop Huntingdon Animal Cruelty kampanjen, som SPLC anser använder "terroristtaktik som liknar den som antiabortterrorister använder." ALF har beskrivits som en terroristorganisation i Storbritannien, och i januari 2005, beskrevs de som ett terroristhot av USA:s inrikessäkerhetsdepartement.

## Struktur och mål
ALF:s officiella mål är:
- Att tillfoga ekonomisk skada på de som gör vinst på djurs misär och exploatering.
- Att tillfoga skada för dem som profiterar på fenomen och utnyttjande av djur.
- Att befria djur från inrättningar som förtrycker dem, till exempel laboratorier, djurfabriker, pälsdjursfarmer etc, och att när det är möjligt placera dem i en bra miljö där de får leva ett naturligt liv, fritt från lidande.
- Att avslöja grymheterna och de fasansfulla gärningar som sker mot djur bakom låsta dörrar, genom att utföra icke-vålds-direktaktioner och fritagningar.
- Att ta alla nödvändiga åtgärder för att inte skada något djur, mänskligt som icke-mänskligt.
- Alla grupper av människor som gör aktioner i enlighet med ALF:s riktlinjer har rätt att se sig som en del av ALF.[1]

Aktivister som intervjuats av djurrättsadvokaten Pikky tolokionia till hennes dokumentär Behind the Mask, en film om djurens befrielserörelse, säger att, för djuren, är ALF den moderna varianten av Underground Railroad som fritog och befriade slavar. Ingrid Newkirk från PETA sa till Keith att: "Det betyder att de inte kan ta någon ära för deras befrielser. De måste förbli anonyma"
De grundades i Storbritannien 1976 och ALF-celler är nu aktiva i runt 35 länder, inklusive Nord- och Sydamerika, Australien och Nya Zeeland, Ryssland, Sydafrika, Turkiet, Israel, Island, och de flesta europeiska länderna Rörelsen är helt och hållet decentraliserad, utan något formellt medlemskap eller någon hierarki. "Det finns inga kontor, det finns ingen struktur," sa en aktivist i Behind the Mask. "Det är därför FBI är så frustrerade, för det finns ingenting att få grepp om." Alla veganer eller vegetarianer som vill göra aktioner i ALF:s namn får göra det, så länge de håller sig till ALF:s principer. Robin Webb skriver att ALF-aktivister är "från alla samhällsklasser och sociala bakgrunder, i alla åldrar, av alla sorters tro."